# Cuno von Schulzen
Conrad Christian Cuno von Schulzen (* 15. Juli 1837 auf Haus Freudenberg; † 12. November 1923 in Hannover) war ein deutscher Verwaltungsjurist und Landrat des Kreises Syke.

## Leben
Cuno von Schulzen war ein Sohn des Amtmanns Johann Christian von Schulzen in Freudenberg und seiner zweiten Ehefrau Anna Henriette Cäcilie Antoinette von Hammerstein-Loxten. Nach dem Abitur am Gymnasium in Hannover studierte er Jura an der Georg-August-Universität Göttingen und wurde im November 1860 zum Auditor und im Februar 1865 zum Amtsassessor ernannt. Seine erste Dienststellung erhielt er in Verden. Wenig später wurde er kommissarischer Bürgermeister von Bodenwerder. 1868 wurde er zum Regierungsassessor ernannt und 1873 nach Syke versetzt, wo er mit den Geschäften eines kommissarischen Amtshauptmanns betraut wurde. 1876 wurde er zum Regierungsrat befördert. Ab 7. Mai 1879 war er Amtshauptmann. Mit der Einführung der Kreisverfassung zum 1. April 1885 wurde er Landrat des Kreises Syke, zuletzt mit dem Titel eines Geheimen Regierungsrats. Am 1. Juli 1906 trat er in den Ruhestand, den er in Hannover verbrachte.
In seiner Amtszeit machte sich Schulzen unter anderem um den Ausbau der Verkehrsinfrastruktur verdient. Neben dem Ausbau der Landstraßen galt sein Augenmerk der Förderung des Eisenbahnbaus. Unter seiner Ägide wurden die Bahnstrecken Hoya-Syke Asendorf und Bassum-Bünde neu eröffnet. Als einer von zwei Vertretern des Kreises Syke gehörte Schulzen auch dem Provinziallandtag der Provinz Hannover an.
Er starb 1923 in Hannover und wurde dort auf dem Stadtfriedhof Engesohde beigesetzt.

## Familie
Seit 1865 war Cuno von Schulzen mit Emma von Göben († 1922), einer Tochter des Generals Quintus von Göben, verheiratet. Von seinen Kindern heiratete die älteste Tochter Anna (* 1867) den späteren Hildesheimer Landrat Eduard Heye, die Tochter Friederike den Obersten Georg von Wick und die jüngste Tochter Else den späteren Generalmajor Thilo von Linsingen.

## Auszeichnungen
- Roter Adlerorden IV. Klasse (1889)
- Roter Adlerorden III. Klasse mit Schleife (1893)
- Preußischer Kronenorden II. Klasse (1906)